# James Stirling (Mathematiker)
James Stirling (* Mai 1692 in Garden bei Stirling; † 5. Dezember 1770 in Edinburgh) war ein schottischer Mathematiker.

## Leben

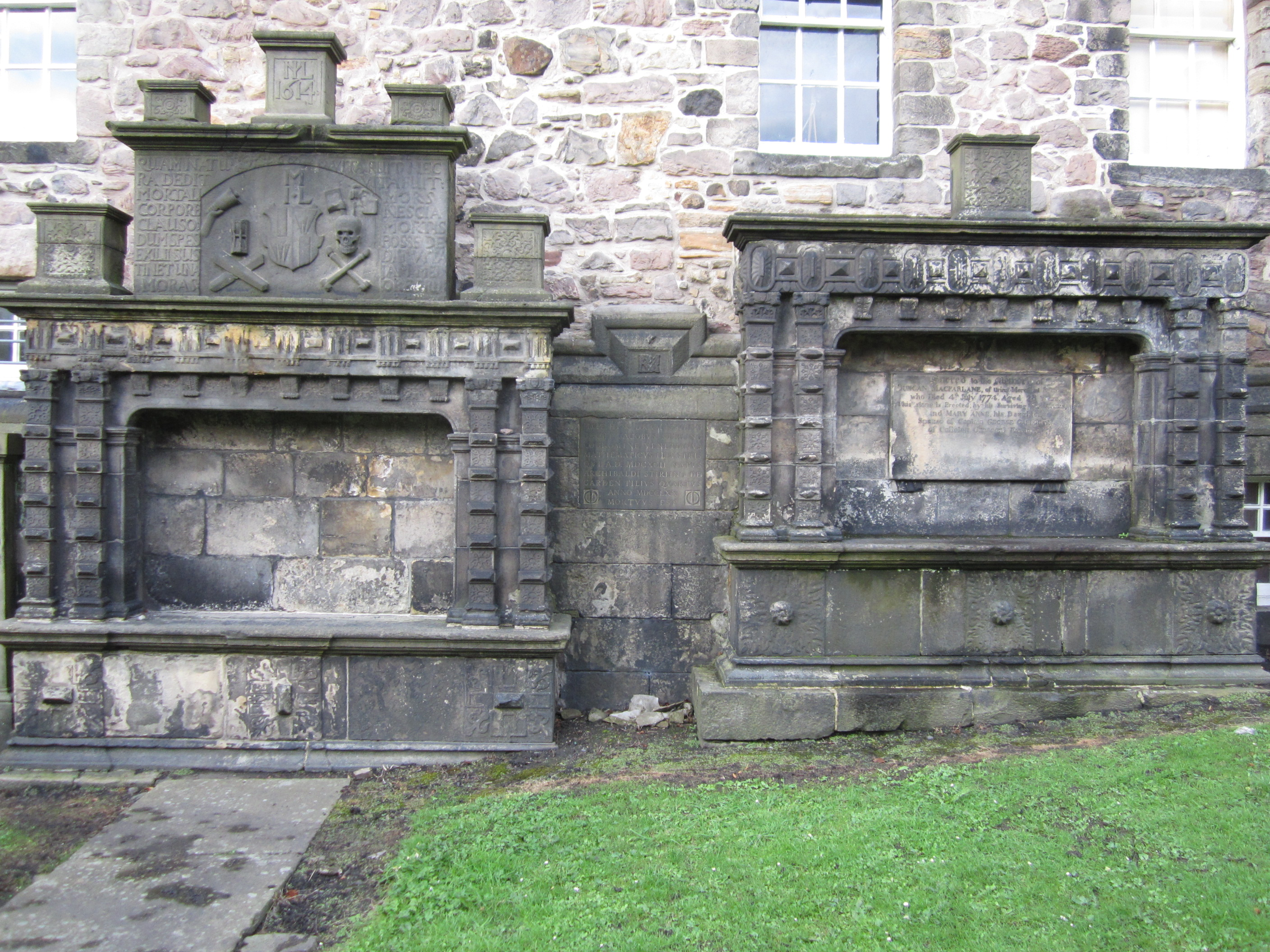
Stirlings Grab auf dem Greyfriars Kirkyard (kleines Grabmal in der Mitte)

James Stirling reiste Ende 1710 nach Oxford, wo er als Snell-Stipendiat am 18. Januar 1711 am Balliol College der Universität Oxford immatrikuliert wurde. Im Oktober 1711 erhielt er ein weiteres Stipendium (Bishop Warner Exhibition). Die Familie Stirling gehörte zu den Jakobiten, Anhängern der Stuarts, und nach dem ersten Jakobitenaufstand 1715 wurden Stirling die Stipendien entzogen. Auf Vermittlung des mit ihm befreundeten venezianischen Botschafters Nicholas Tron lebte er von (vermutlich) 1717 bis 1722 in Venedig, 1721 besuchte er die Universität Padua. Nach der Rückkehr nach Großbritannien war er ab 1725 für etwa zehn Jahre Lehrer an der Watt’s Academy in Covent Garden, London. Er wurde 1726 zum Mitglied der Royal Society gewählt. Von 1734 bis 1736 arbeitete er im Sommer für die Scotch Mines Company in Leadhills in Lanarkshire, Schottland. Anfang Mai 1737 erhielt er dort eine dauerhafte Anstellung als Chief Agent, diese Stelle behielt er bis zu seinem Tod. Allen Berichten zufolge war seine Tätigkeit dort sehr erfolgreich. Am 30. Juni 1746 wurde er zum Mitglied der Königlich-Preußischen Akademie der Wissenschaften gewählt. 1753 trat er aus finanziellen Gründen aus der Royal Society aus.
Stirling verfasste Beiträge zur Theorie der Kubiken, zur Newtonschen Interpolationstheorie und zu verschiedenen Reihenentwicklungen. Nach ihm sind die Stirling-Zahlen in der Kombinatorik und die Stirlingformel zur Approximation der Fakultät n! für große n benannt, beides ist in seiner 1730 veröffentlichten Schrift Methodus Differentialis zu finden.
Stirling ist auf dem Friedhof Greyfriars Kirkyard in Edinburgh begraben.

## Schriften

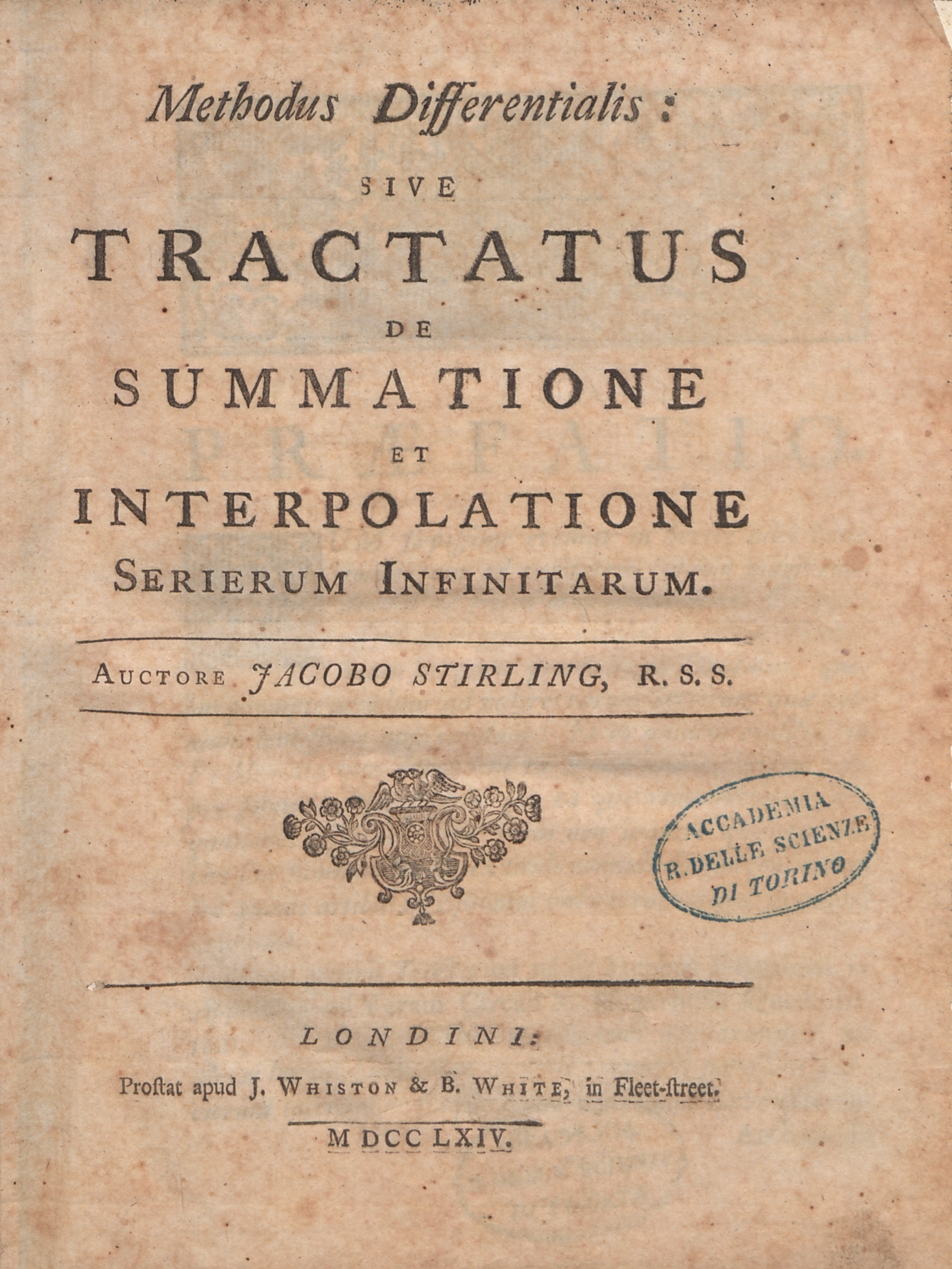
Methodus differentialis, 1764

- Lineæ Tertii Ordinis Neutonianæ, sive Illustratio Tractatus D. Neutoni De Enumeratione Linearum Tertii Ordinis, Edvardi Whistler, Oxoniae (Oxford) 1717 (lateinisch)
- Methodus Differentialis Newtoniana Illustrata, Philosophical Transactions 30, 1719, S. 1050–1070 (lateinisch)
- Methodus Differentialis: sive Tractatus de Summatione et Interpolatione Serierum Infinitarum, G. Strahan, Londini (London) 1730 (lateinisch; Gallica)
  - The Differential Method: Or, A Treatise Concerning Summation and Interpolation of Infinite Series, E. Cave, London 1749 (englische Übersetzung von Francis Holliday)
  - Ian Tweddle (Hrsg.), James Stirling’s Methodus Differentialis : An Annotated Translation of Stirling’s Text, Sources and Studies in the History of Mathematics and Physical Sciences, Springer 2003
- Of the Figure of the Earth, and the Variation of Gravity on the Surface, Philosophical Transactions 39, 1735, S. 98–105 (englisch)
- A Description of a Machine to blow Fire by the Fall of Water, Philosophical Transactions 43, 1745, S. 315–317 (englisch)